# Peridea herculana
Peridea herculana är en fjärilsart som beskrevs av Popescu-gorj och Josif Capuse 1963. Peridea herculana ingår i släktet Peridea och familjen tandspinnare. Inga underarter finns listade i Catalogue of Life.